# Palos de la Frontera
Palos de la Frontera is een gemeente in de Spaanse provincie Huelva in de regio Andalusië met een oppervlakte van 49 km². In 2007 telde Palos de la Frontera 8529 inwoners. 
Het is de plaats van waaruit Christoffel Columbus zijn ontdekkingsreis naar Amerika startte met zijn drie karvelen: de Niña, Pinta en Santa María.

## Demografische ontwikkeling
Bron: INE; 1857-2011: volkstellingen

## Geboren in Palos de la Frontera
- Martín Alonso Pinzón (ca. 1441-1493), zeevaarder (met Columbus)
- Vicente Yáñez Pinzón (ca. 1460-na 1514), zeevaarder, ontdekkingsreiziger en conquistador (met Columbus)
- Gonzalo Guerrero (ca. 1470-1536), ontdekkingsreiziger, conquistador en Maya-krijger